# Skabelse
|  | For andre artikler med Skabelse, se Skabelsen |
Skabelse betegner i mange religioner den proces, gennem hvilken verden antages at være skabt. Langt de fleste religioner har skabelsesberetninger, der rummer koncepter, som forklarer, hvorfor alting er som det er.

## Links
- Skabelsesberetningen – skrift udlægger skrift – ud fra gap teorien
- The gap theory page dansk ejet men engelske tekster

| Religion | Spire Denne religionsartikel er en spire som bør udbygges. Du er velkommen til at hjælpe Wikipedia ved at udvide den. |